# Ivanhoe (film 1952)
Ivanhoe – amerykańsko-brytyjski film historyczny z 1952 r. w reżyserii Richarda Thorpe’a. Scenariusz powstał na podstawie klasycznej powieści sir Waltera Scotta pod tym samym tytułem.

## Obsada
- Robert Taylor – Wilfred z Ivanhoe
- Elizabeth Taylor – Rebecca
- Joan Fontaine – Rowena
- George Sanders – sir Brian de Bois-Guilbert
- Emlyn Williams – Wamba
- Robert Douglas – Hugh de Bracy
- Finlay Currie – Cedric
- Felix Aylmer – Isaac of York
- Norman Wooland – Ryszard Lwie Serce
- Harold Warrender – Locksley
- Guy Rolfe – książę John
- Carl Jaffe – austriacki mnich

## Nagrody
Film otrzymał 3 nominacje do Oscara oraz nominację do Złotego Globu za najlepszą muzykę.